# Прва лига Југославије у кошарци 1979/80.
Прва лига Југославије у кошарци 1979/80. је било 36. првенство СФРЈ у кошарци. Титулу је освојила Босна.

## Учесници првенства

### Табела
|     | Тим            | Игр. | Поб. | Пор. | П+    | П-    | Бод |
| --- | -------------- | ---- | ---- | ---- | ----- | ----- | --- |
| 1.  | Босна          | 22   | 17   | 5    | 2.020 | 1.904 | 34  |
| 2.  | Југопластика   | 22   | 15   | 7    | 2.001 | 1.846 | 30  |
| 3.  | Цибона         | 22   | 13   | 9    | 1.973 | 1.901 | 26  |
| 4.  | Партизан       | 22   | 12   | 10   | 1.984 | 1.949 | 24  |
| 5.  | Црвена звезда  | 22   | 11   | 11   | 1.929 | 1.933 | 22  |
| 6.  | Задар          | 22   | 10   | 12   | 2.041 | 2.048 | 22  |
| 7.  | Искра Олимпија | 22   | 10   | 12   | 1.955 | 2.028 | 20  |
| 8.  | Шибенка        | 22   | 9    | 13   | 1.980 | 1.949 | 18  |
| 9.  | Работнички     | 22   | 9    | 13   | 1.919 | 2.061 | 18  |
| 10. | Раднички       | 22   | 9    | 13   | 1.881 | 1.983 | 18  |
| 11. | Беко           | 22   | 8    | 14   | 1.892 | 1.930 | 16  |
| 12. | Борац Чачак    | 22   | 8    | 14   | 1.992 | 2.035 | 16  |

## Састави екипа
| Екипа         | Играчи | Тренер             |
| ------------- | --- | ------------------ |
| Босна         | Борислав Вучевић, Емир Мутапчић, Предраг Беначек, Бошко Босиочић, Нихад Изић, Ратко Радовановић, Драган Зрно, Жарко Варајић, Мирза Делибашић, Сабахудин Билаловић, Сабит Хаџић, Митровић                      | Богдан Тањевић     |
| Југопластика  | Анте Матуловић, Ивица Дукан, Дамир Шолман, Жељко Пољак, Дује Крстуловић, Младен Братић, Мирко Гргин, Предраг Крушчић                                                                                          |                    |
| Цибона        | Дамир Павлићевић, Александар Петровић, Миховил Накић, Сребренко Деспот, Андро Кнего, Свен Ушић, Рајко Господнетић, Аднан Бечић, Бранко Сикирић, Дражен Доган                                                  | Мирко Новосел      |
| Партизан      | Дражен Далипагић, Миодраг Марић, Бобан Петровић, Драган Тодорић, Арсеније Пешић, Небојша Лазаревић, Миленко Савовић, Милан Медић, Јадран Вујачић, Небојша Зоркић, Мирослав Милојевић, Небојша Ребић, Раичевић | Душан Ивковић      |
| Црвена звезда | Жарко Копривица, Слободан Николић, Бранко Ковачевић, Живковић, Срђан Дабић, Предраг Богосављев, Вукосављевић, Бањанин, Жарко Ђуришић, Салај, Мрђен, С. Ковачевић, Михајловић, Ахметбашић, Шеша                | Ранко Жеравица     |
| Шибенка       | Зоран Славнић, Дражен Петровић | Зоран Славнић      |
| Беко          | Рајко Жижић |                    |
| Борац         | Горан Грбовић, Жељко Обрадовић | Александар Николић |